# Nemile
Nemile település Csehországban, Šumperki járásban. Nemile Zábřeh, Kosov, Hynčina és Jestřebí településekkel határos. Lakosainak száma 674 fő (2024. január 1.).

## Népesség
A település lakosságának változását az alábbi diagram mutatja:
| Lakosok száma | 596  | 680  | 702  | 645  | 544  | 577  | 647  | 648  | 670  | 674  |
|               | 1869 | 1890 | 1921 | 1950 | 1980 | 2001 | 2017 | 2019 | 2022 | 2024 |